# 能生漁港
能生漁港（のうぎょこう）とは、新潟県糸魚川市大字能生にある第3種漁港である。漁港管理者は新潟県で、関係漁協は上越漁協能生支所。

## 概要
当漁港は新潟県南西地域（上越地方）の沿岸漁業の拠点漁港であり、新潟県漁連の地方卸売市場を有し、外来船の休憩、資材補給、修繕等の寄港地としての機能を持っている。また、隣接する弁天岩・能生海水浴場と海洋公園・道の駅マリンドリーム能生の鮮魚センターとの間にあり、交流の場としての役割も果たしている他、当漁港近くの新潟県立海洋高等学校の実習船「海洋丸」の母港でもあり漁業の担い手の育成の場にもなっている。
競りでは珍しい15時からの昼セリを行っている（見学も可能）。

## 沿革
- 1951年（昭和26年）7月28日 - 第3種漁港に指定される[1]